# Grabrelief der Indianerkinder Juri und Miranha
Das Grabrelief der Indianerkinder Juri und Miranha ist ein Teil des einstigen Grabdenkmals für zwei aus ihrer Heimat verschleppte Kinder. Das Relief wurde um 1824 von Johann Baptist Stiglmaier geschaffen. Es befindet sich mittlerweile im Münchner Stadtmuseum und trägt die Inventarnummer K-67/509.

## Beschreibung
Johann Baptist Stiglmaier stellte die beiden in München verstorbenen Jugendlichen auf einer 48 cm breiten und 40 cm hohen Bronzeplatte dar. Ein schmaler, erhabener Rand rahmt die Szenerie ein: Von rechts oben her neigt sich der personifizierte Nordwind, eine in Tücher gehüllte, bärtige männliche Gestalt, über die nebeneinander liegenden Jugendlichen. Schultern und Arme dieser Gestalt sind nackt; mit der rechten Hand scheint sie sich in den Bart zu greifen, der linke Unterarm ist vom Körper abgespreizt, die linke Hand hält, in der rechten oberen Ecke der Darstellung, den Umhang oder Überwurf, den der Nordwind über dem Kopf trägt, beiseite, so dass der teilweise entblößte Oberkörper nicht davon bedeckt ist. Der Kopf des Nordwindes ist im Profil dargestellt. Der Luftstrom, der sich von seinem Mund aus auf die Köpfe seiner Opfer richtet, ist wie eine Art Rutenbündel gestaltet, das aber an seinem vorderen Ende glatt gekappt ist: Zwischen dem Ende dieser Luftstromdarstellung und den Stirnen der beiden Jugendlichen befindet sich eine glatte Bronzepartie. Während die Gestalt des Windes nur etwa bis zu den Hüften zu sehen ist, sind Juri und Miranha in Ganzkörperdarstellung zu sehen. Die beiden Jugendlichen liegen nebeneinander auf dem Rücken; allerdings auf einem offenbar abschüssigen Untergrund, so dass ihre Oberkörper etwa in einem Winkel von 45° gelagert sind und sich eine diagonale Bildkomposition ergibt. Die Köpfe Juris und Miranhas befinden sich am linken Rand etwa auf halber Höhe der Tafel, ihre Fußspitzen erreichen fast die rechte untere Ecke des Bildes. Den Untergrund scheint eine Art Polster aus Gras oder Heu o. ä. zu bilden.
Das Kind im Vordergrund hat das rechte Bein leicht angezogen; sein rechter Arm ruht, leicht angewinkelt und bei nach oben gekehrter Handfläche, auf dem Boden. Der linke Arm ist nach oben gereckt und angewinkelt, so dass der nach hinten geneigte Kopf auf der Hand ruht. Das Gesicht ist im Profil dargestellt, der Blick nach oben gerichtet. Das Kind ist bis auf einen schmalen Gürtel nackt, die offenen, etwas mehr als schulterlangen und leicht gelockten Haare hängen herab und lassen das Ohr frei. Hinter dieser Figur ist das zweite Kind zu sehen. Während der Kopf der vorderen Gestalt weit nach hinten gesunken ist, hält die hintere ihren Kopf aufrecht und zeigt überhaupt mehr Körperspannung: Ihre Hände liegen, die rechte oberhalb der linken, auf dem Unterleib, die Beine sind parallel weggestreckt, der Blick scheint auf die Nordwindgestalt gerichtet zu sein. Auf dem Kopf trägt die Gestalt einen tiaraartigen Schmuck, offenbar einen niedrigen Federschmuck, über die Brust läuft weit oben eine Art Band oder Kette, ferner ist eine Art gefältelten Schurzes um die Hüften zu sehen. Vier runde Bohrungen lassen erkennen, an welchen Stellen die Tafel an dem Grabstein Juris und Miranhas befestigt war.
Das Relief stellte eine technische Neuheit dar: Waren dergleichen Kunstwerke bislang mit Hilfe der Wachsmethode gegossen worden, arbeitete man jetzt mit Ton. Johann Michael von Soeltl beschrieb die Methode wie folgt: „Man macht über das Modell eine Form von Sand, nimmt die einzelnen Stücke herab und legt sie dann statt mit Wachs, mit Thon aus, in der Dicke, welche das Metall erhalten soll. Diese [...] Stücke werden dann wieder zusammengesetzt, um den Kern hineinzugießen. Hat dieser die gehörige Festigkeit, so | nimmt man die Formstücke noch einmal weg, lös't die Thonplatten [...] ab und brennt den Kern einzeln an seiner äußeren und jedes einzelne Stück der Form an seiner inneren Seite. Diese so gebrannten Formstücke werden dann über den gebrannten Kern auf's neue zusammengesetzt, befestigt, vermauert und vergraben, um darauf das fließende Metall in den  leeren Raum einzulassen [...] Das erste Werk, welches Stiglmaier nach dieser neuen Art goß, war ein Grabdenkmal, welches die Königin Karoline [...] Juri und Isabella [...] errichten ließ.“ Er schilderte auch dessen Inhalt: „Der Künstler verfertigte das Modell dazu, eine einfache höchst ansprechende Allegorie, selbst: wie die beiden Kinder, getreue Bildnisse, vom kalten Hauch des Klimas, Blumen gleich, dahinsinken. Der Knabe, schon verschieden, liegt am Boden; zu seiner Seite sitzt in sich zusammenschauernd mit gesenktem Haupte und gebrochenen Lippen das Mädchen; über die Ecke herein ragt die ernste Gestalt des Boreas, dessen starker Hauch die Stirne des Mädchens tödtlich trifft.“ Während von Soeltl die Darstellung der Kinder als Porträts verstand, wurde sie anlässlich der Ausstellung Decolonize München im Jahr 2013 als idealisiert bezeichnet.

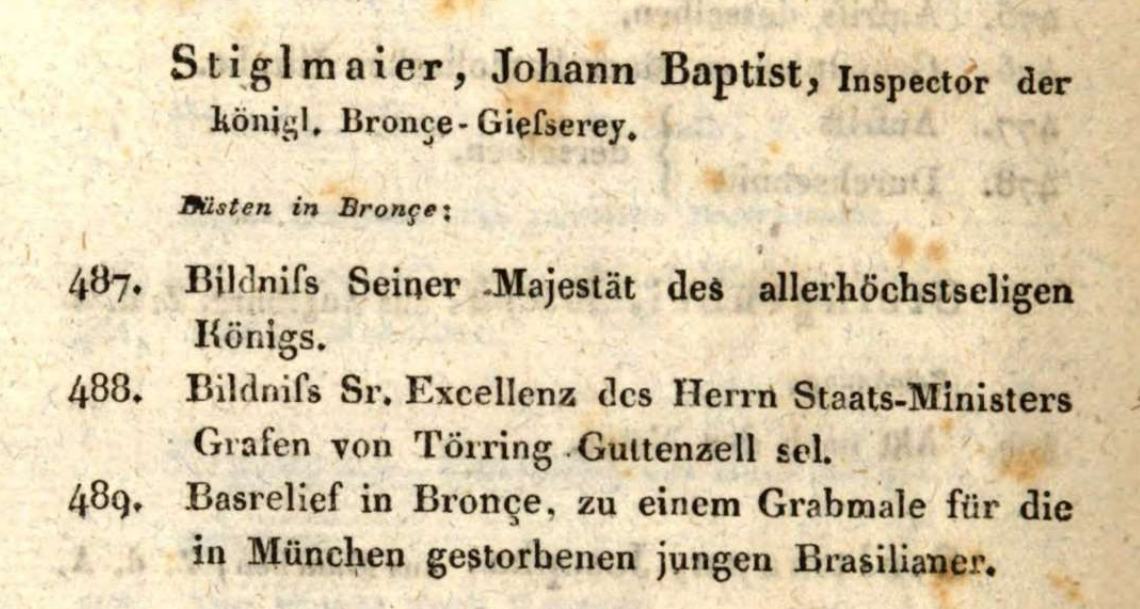
Ausschnitt aus dem Katalog zur Kunstausstellung der Akademie im Herbst 1826

Von Soeltl datierte den Guss des Grabreliefs auf das Jahr 1824, ebenso Vincenz Müller, nach dessen Angaben Stiglmaier das Relief nach seinem Berlinaufenthalt 1824 gegossen haben soll. Ferdinand von Miller setzte die Entstehungszeit des Reliefs etwas früher an: „Im Herbste 1823 kam Stiglmayr mit den Proben seiner Bemühungen [aus Italien] nach München zurück und brannte vor Begierde, seine künstlerischen Errungenschaften im Vaterlande anzuwenden, goß auch, da die Erzgießerei noch nicht gebaut war, in der königl. Münze ein von ihm modellirtes Relief, welches auf dem hiesigen Gottesacker das Grab der von Spix und Martius hierhergebrachten brasilianischen Kinder schmückt und ist dieß als erstes Produkt der Münchener Erzgießerei zu betrachten [...]“ Dem scheint allerdings der biographische Abriss in der NDB zu widersprechen, laut dem Stiglmaier, der bis 1822 in Italien war, erst im September 1825 „der makellose Guß eines Reliefs“ gelang. Noch später setzt Johann Nepomuk Sepp den Guss an: „Seine Erstlingsarbeit war 1826 das Grabrelief für die brasilianischen Kinder [...] bald aber faßte er seine Aufgabe höher.“
Das Relief wurde, zusammen mit zwei weiteren Arbeiten Stiglmaiers, ab dem 12. Oktober 1826 auf der Ausstellung der Akademie der bildenden Künste in München gezeigt. Im Katalog ist es als „Basrelief in Bronçe, zu einem Grabmale für die in München gestorbenen jungen Brasilianer“ aufgeführt; in einer kritischen Würdigung aus dem Jahr 1827 ist zu lesen: „Wahr und einfach ausgeführt schien uns das [...] in Erz gegossene Grabrelief für die in München gestorbenen jungen Brasilianer. Der Knabe und das Mädchen sind verschieden dargestellt, vom Hauche des Boreas getödtet, der ihnen entgegenschwebt; aber die an sich gute Allegorie leidet an einiger Undeutlichkeit dadurch, daß die verderbende Naturgewalt nicht feindlich genug erscheint, mithin nicht klar wird, daß die Kinder nur durch sie erliegen.“
Für die Annahme, dass das Relief erst relativ kurz vor der Ausstellung in Bronze gegossen wurde, spricht die Tatsache, dass im April 1825 im Kunst-Blatt des Morgenblatts für gebildete Stände zu lesen war: „Auch ist bey Hrn. Stichlmayer das Modell zu dem Denkmale vollendet, welches unsere edle Königin dem rührenden Andenken der beyden armen Kinder brasilianischer Wilden setzen läßt, die unsere beyden akademischen Reisenden aus ihrem Vaterlande mit sich brachten, und welche sie der Rauhheit unseres Klima erliegen zu sehen den Schmerz hatten. Der Knabe, schon gestorben, liegt am Boden; zu seiner Seite sitzt in sich gebogen mit gesenktem Haupt das Mädchen, mit gebrochenem Leben, eine eben so einfache als wirkungsvolle Gruppe, über die Ecke hervor ragt die ernste Gestalt des Boreas, dessen starker Hauch gegen die Stirn des sterbenden Kindes einer mildern Zone geblasen wird.“ Es ist aber nicht auszuschließen, dass mit dem „Modell“ eine noch nicht gegossene Vorlage für das Relief gemeint war. Laut Peter Volk, der allerdings abweichend von den übrigen Quellen und auch von der überlieferten Inschrift des Grabmals behauptet, es sei von „Königin Therese“ in Auftrag gegeben worden, und der auch Nummer und Datum des Kunst-Blattes falsch angibt, war das Grabrelief für Miranha und Juri jenes „erste Stück, ein Bassorelief“, dessen Guss in der neuen Erzgießerei Klenze dem ungeduldig nachfragenden König am 27. September 1825 in einem Brief als noch in der laufenden Woche bevorstehend ankündigte und über dessen rein ausgefallenen Guss sich Stiglmaier in einem Brief vom 15. Dezember desselben Jahres gegenüber Rauch freudig geäußert habe. Die Angabe, das Grabrelief für die Kinder aus Brasilien sei noch in der Münze gegossen worden, sei unzutreffend. Allerdings liegen zwischen diesen beiden Briefen fast drei Monate und das Relief wird in Klenzes Ankündigung offenbar auch nicht näher spezifiziert. Es könnte sich bei dem „Bassorelief“ also auch um ein anderes Kunstwerk gehandelt haben.

## Geschichte

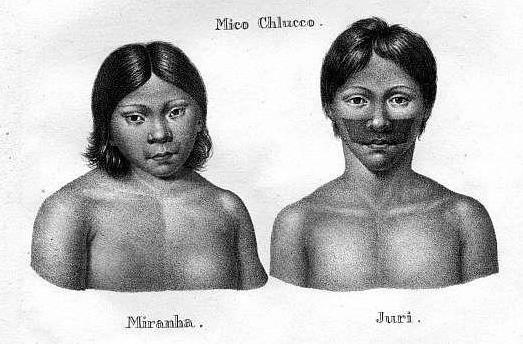
Lithographie mit den Porträts Miranhas und Juris

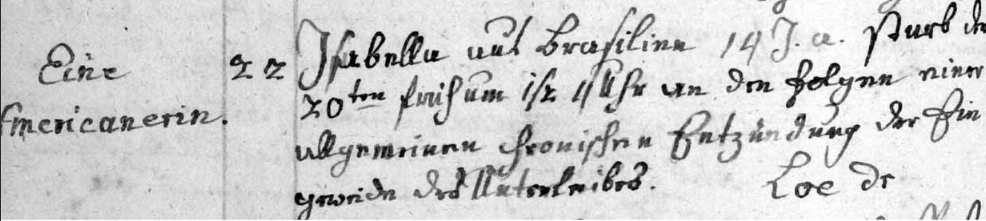
Sterbebucheintrag Miranhas, als Todesursache wird eine „allgemeine chronische Entzündung der Eingeweide des Unterleibes“ angegeben.

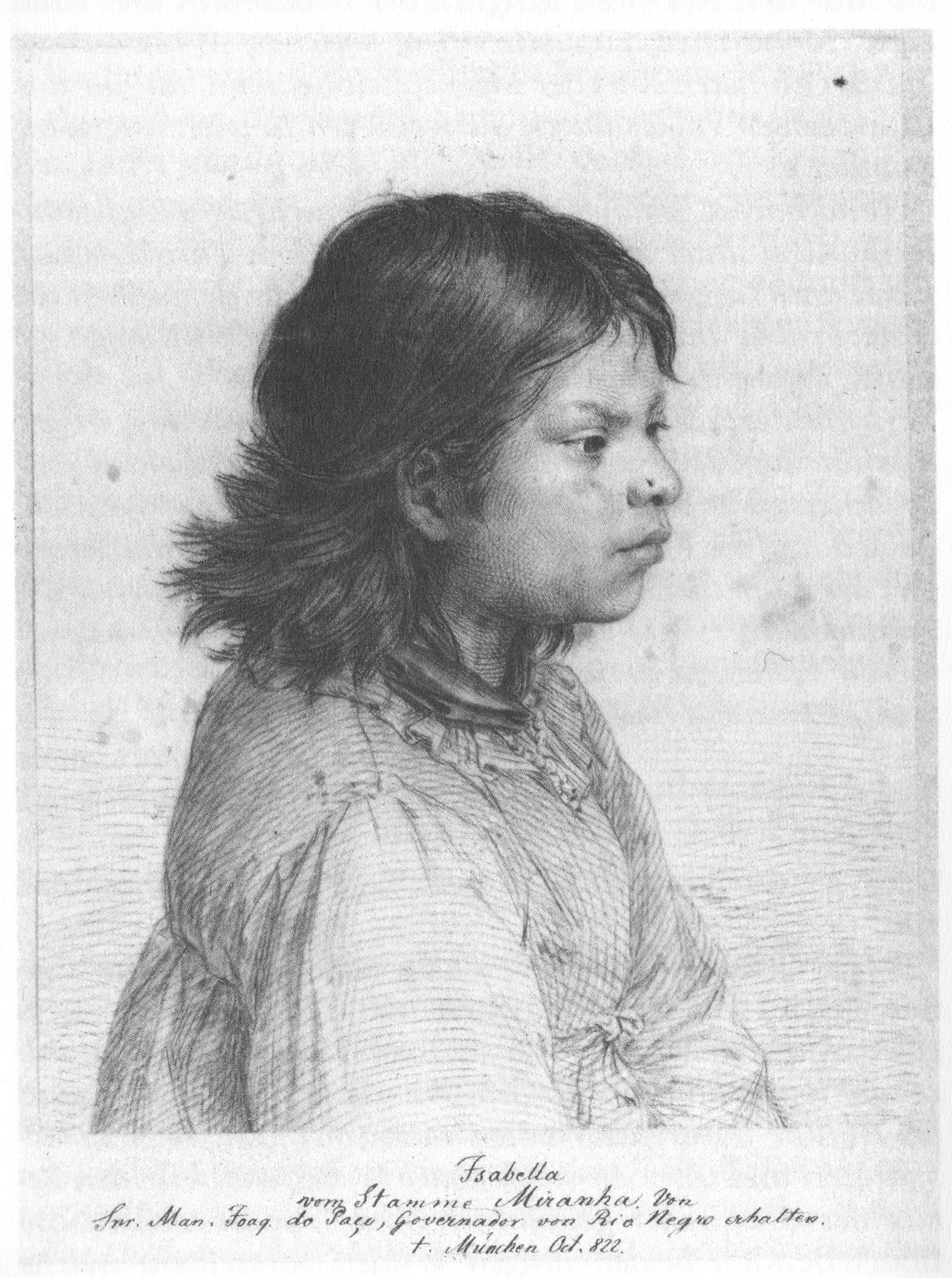
Porträt Miranhas, möglicherweise von Peter Lutz

Das von der Königin Karoline gestiftete Grabmal befand sich einst auf dem Münchner Südfriedhof an der Stelle, an der später Ludwig August von Müller und seine Angehörigen beigesetzt wurden. Es wurde offenbar erst einige Jahre nach dem Tod der beiden Kinder errichtet. Zwar geben Rudolph und Hermann Marggraff an, Königin Karoline habe das Denkmal schon 1823 errichten lassen, und laut Friedrich Fabers Conversations-Lexicon für bildende Kunst wurde es 1824 aufgestellt, doch Zeitungsmeldungen aus dem Herbst 1829 deuten darauf hin, dass das Monument erst in diesem Jahr aufgestellt wurde. Das Münchener Conversations-Blatt etwa berichtete am 20. Oktober 1829: „Ihre Majestät die Königin Caroline haben den beiden dahier gestorbenen brasilianischen Kindern ein schönes Grabmal auf dem Kirchhofe errichten lassen, welches in der Nähe des Bassins im mittleren Gange steht. Aus Erz gebildet erblickt man den Knaben und das Mädchen todt auf dem Boden liegend, in der einfachen Tracht | ihres Stammes; ihnen gegenüber stürmt Boreas, dessen rauher Odem ihr zartes südliches Leben tödtet. - Die Inschrift lautet, wie folgt:
Isabella

vom Stamme der Miranhas, und

Johannes

von dem der Juris*

gestorben in München MDCCCXXII

Der Heimath entrückt fanden sie Sorgfalt

und Liebe im fernen Welttheil; jedoch unerbittlich

des Nordens rauhen Winter.

Errichtet von Caroline,

Königin von Bayern.

 *) Ein seltener Stamm!“
Carl Friedrich Philipp von Martius und Johann Baptist von Spix hatten die beiden Kinder, deren wahre Namen nicht überliefert sind, von einer fast vierjährigen Brasilien-Expedition mitgebracht. Ursprünglich hatten sie noch mehr Kinder aus deren Heimat in Südamerika mitgenommen, doch nur die beiden, die auf dem Grabrelief dargestellt sind, hatten München lebend erreicht. Sie waren verschiedener Herkunft und konnten, da sie zwar beide der indigenen Bevölkerung Brasiliens, aber unterschiedlichen Sprachgruppen angehörten, nicht miteinander sprechen. Noch 1993 notierten Berta und Walter Huber, ungerührt ob dieses Schicksals, über die Kinder: „Obwohl sie Königin Karoline mit großer Sorge umgab, blieben sie gegenüber ihrer Umgebung kalt und gleichgültig.“
Die Kinder wurden zwar auf die Namen Johannes und Isabella getauft, aber dann nach ihren Volksstämmen Juri und Miranha benannt.
Miranha war wohl aus den Händen eines Sklavenhändlers namens Joâo Manoel in einem (heute nicht mehr näher lokalisierbaren) Ort namens „Porto dos Miranhas“ am Rio Japurá in den Besitz der Europäer gekommen: Martius erhielt sie angeblich, zusammen mit weiteren Kindern, als Dreingabe, als er Manoel Kopfschmuck, Waffen etc. abkaufen wollte. Allerdings hatte Martius offenbar auch den Auftrag erteilt, Kinder zu fangen. Miranha war das älteste der fünf Kinder dieser Gruppe. Martius ließ zwei dieser Kinder in Südamerika zurück, zwei weitere starben auf der Reise nach Europa. Es gibt neben der Überlieferung, dass Miranha über Joâo Manoel in Martius' Hände geriet, noch eine zweite Aussage zu Miranhas Herkunft. Martius notierte unter einer Zeichnung des Mädchens, er habe es von Man. Joaq. do Pacu, dem Gouverneur von Rio Negro, bekommen. Klaus Schönitzer, der die Quellen zur Herkunft der Kinder zusammengetragen hat, kann sich nicht erklären, wie Martius zu dieser Behauptung kam. Überdies ist die Angabe des Sterbedatums in dieser Bildunterschrift falsch.
Juri kam laut Martius in einem Ort namens Manacapurú in den Besitz der Forscher. Dort durfte Martius sich angeblich aus einer Reihe männlicher Indianer einen auswählen und entschied sich für Juri.
Die Schiffsreise in Richtung Europa begann am 14. Juni 1820 und endete am 23. August desselben Jahres in Lissabon. Von dort reiste die Gruppe über Land nach München und traf am 8. Dezember 1820 in München ein, wo Spix und Martius mit den Kindern zunächst im Gasthof Zum goldenen Hahn Quartier nahm. Danach wurden ihnen elf Zimmer in der sogenannten Maxburg zur Verfügung gestellt. Die Witwe Martini, die Spix schon vor der Brasilienreise den Haushalt geführt hatte, führte, unterstützt von zwei Mädchen und einem Diener, den Haushalt. In München lebten die beiden Kinder als Schau- und Forschungsobjekte.
Johann Andreas Schmeller, der sich im Jahr 1815 mit dem Gedanken getragen hatte, ebenfalls nach Brasilien zu fahren, lernte die Kinder am 27. Dezember 1820 kennen. Juri, den Schmeller als einen Knaben „mit recht einnehmenden Zügen“ beschrieb, war zu diesem Zeitpunkt krank und reagierte kaum auf seine Umgebung, Miranha dagegen „lächelte recht herzlich dazu“, als Schmeller sie ansprach, und gab auch eine Antwort, die Schmeller aber nicht verstehen konnte. Er vermutete, sie habe nur versucht, seine Worte zu wiederholen. Anne Dreesbach datiert dieses erste Zusammentreffen Schmellers mit den Kindern fälschlicherweise auf dem 27. Oktober. Es handelt sich offenbar um eine Missinterpretation der Datumsangabe Schmellers „Am 27. Xber“. Eine weitere Begegnung Schmellers mit den Kindern fand am 1. Mai 1821 statt. In seinem Tagebuch schilderte er das Ritual des Gutenachtsagens mit Abendsegen, das Spix mit den Kindern absolvierte, und berichtete, dass Spix die beiden an diesem Tag in die Kirche von Maria Eich mitgenommen hatte. Nach Spix' Tod kommentierte er: „Spix begraben, aber nicht, wo ers eigentlich hätte seyn sollen, zwischen dem jungen Juri und der Butucudinn, die er aus ihren brasilianischen Wäldern auf Münchens Kirchhof gebracht.“
Einerseits scheint sich die königliche Familie, die die Brasilien-Expedition gefördert hatte, sehr für die Kinder interessiert zu haben. Schad zitiert aus einem Schreiben der Königin Karoline an ihre Mutter, laut dem Juri ein Königssohn sei, der in Gefangenschaft geraten und dann zum Preis von zwei Äxten verkauft worden sei. Nach diesem Brief war er bei der Ankunft in München zehn Jahre alt, groß, stark und schlank und „von einer Rasse, die kein Menschenfleisch ißt.“ Das Mädchen war laut Karolines Beschreibung bei seiner Ankunft acht Jahre alt, „enorm und ganz viereckig“ und „von der espèce der Menschenfresser“.
Andererseits hatte Martius' Mutter offenbar den Eindruck, dass die finanzielle Unterstützung, die Spix und Martius nach der Rückkehr aus Brasilien erhielten, für den Unterhalt der Kinder nicht ausreichte. Sie schrieb im Februar 1821 an ihren Sohn: „Mache nur, daß Du die Indier vom Halse bekommst [...] Solltest Du für die diesen beiden Fratzen gegebene Kost nicht auf eine andere Weise entschädigt werden; so würde ich solche sauber berechnen und dadurch käme es auch an den Tag, daß Ihr die Kost nicht auf Königl. Rechnung erhieltet [...]“
Die Kinder überlebten in München nicht lange. Juri erkrankte bereits im Dezember 1820 und starb nach etwa einem halben Jahr am 11. Juni 1821. Die Todesursache war wohl eine chronische Lungenentzündung, die, laut einer Zeitungsmeldung, „vorzüglich durch die seinem Organism fremdartigen Reize des hiesigen Klima's hervorgebracht war.“
Der Leichnam wurde obduziert, wobei die „Lunge ganz vereitert“ vorgefunden wurde. Von Juris Gesicht wurde eine Gipsabformung angefertigt. Über Miranhas Zustand im Juni 1821 meldete die Zeitung, die Juris Tod vermerkte, zugleich: „Das Mädchen, Isabella, befindet sich sehr wohl, und macht Fortschritte in der Sprache und europäischen Bildung.“
Miranha starb knapp ein Jahr nach Juri am 20. Mai 1822. Die Worte auf dem Grabmal führen den frühen Tod der Kinder auf die klimatischen Verhältnisse zurück. Die Grabstätte, noch Jahrzehnte nach dem Tod der Kinder zu Allerheiligen mit einem Kranz geschmückt, wurde gegen Ende des 19. Jahrhunderts aufgelöst; das Relief als eine der frühen Arbeiten Stiglmaiers wurde bewahrt. Im Münchner Stadtmuseum befindet es sich seit 1892. Offenbar war die Lage des einstigen Grabes der beiden Kinder aber auch später noch bekannt. Simon Aiblinger schrieb 1983 in der Zeit: „Zu Ehren der städtischen Friedhofs-Verwaltung muß man [...] sagen, daß sie auch die Gräber solcher bemerkenswerten <sic!> Toten nicht verkommen läßt, um die sich sonst schon lange niemand mehr kümmern würde. Etwa das Grab der beiden Brasilianer-Kinder, die von den Naturforschern Martius und Spix in heute nur mehr schwer vorstellbarer Roheit zusammen mit Korbflechtarbeiten und indianischem Federschmuck als Beute einer Südamerika-Expedition nach München verschleppt wurden [...]“